# Rhodesaclerda combreticola
Rhodesaclerda combreticola är en insektsart som beskrevs av Mcconnell 1954. Rhodesaclerda combreticola ingår i släktet Rhodesaclerda och familjen Aclerdidae.
Artens utbredningsområde är Zimbabwe. Inga underarter finns listade i Catalogue of Life.